# Les Oies sauvages (chant)
Pour les articles homonymes, voir Oies sauvages.
Les Oies sauvages est un chant militaire français d'origine allemande.
Il a intégré le répertoire de l’armée française après la Seconde Guerre mondiale via le répertoire allemand. Très populaire dans les mouvements de jeunesse dès les années 1920, il intègre le répertoire militaire allemand dans les années 1930. Ce chant est l’adaptation d’un texte de Walter Flex (1887-1917) sur un air composé par Robert Götz (1892-1978).

## Origine
Le chant d'origine, Wildgänse rauschen durch die Nacht (Les oies sauvages se précipitent dans la nuit) est un poème de guerre de Walter Flex. Il a été publié en 1917 dans son livre de poèmes Im Felde zwischen Nacht und Tag (Sur le champ de bataille, entre le jour et la nuit). Le poème faisait déjà partie de son roman de 1916 Der Wanderer zwischen beiden Welten (Le vagabond entre les deux mondes).
Les paroles sont devenues populaires grâce à une adaptation d'une chanson créée par Robert Götz. La mélodie de Götz existait déjà en 1916, mais la chanson Les Oies Sauvages a été popularisée par son usage au sein du le mouvement Wandervogel / Bündische Jugend à la fin des années 1920. Les paroles tragiques constituent un contraste intéressant avec la mélodie. Hormis son usage dans les fraternités nationales Studentenverbindung, c'est une chanson traditionnelle dans les armées autrichiennes et allemandes.
La chanson est également populaire dans l'armée française dans sa version française "Les Oies Sauvages". L'expression des oies sauvages se précipitant dans la nuit est devenu un symbole des troupes aéroportées, repris, dans les années 1960 à 1980 comme un chant de ralliement des mercenaires français en Afrique.

## Paroles
Peu de versions différentes existent de ce chant de bivouac.
Une version traditionnelle :
I.Les oies sauvages vers le Nord,
Leurs cris dans la nuit montent,
Gare au voyage car la mort
Nous guette par le monde
II: Au bout de la nuit qui descend,
Voyage grise escadre,
L'orage gronde et l'on entend
La rumeur des batailles.
III: En avant vole grise armée,
et cingle aux mers lointaines,
Tu reviendras, mais nous qui sait
Où le destin nous mène,   
IV: Comme toi toujours nous allons,
Grise armée dans la guerre,
Murmure-nous si nous tombons
La dernière prière,
La Légion étrangère insère en quatrième place le premier couplet de la version allemande, et son dernier couplet est un peu différent.
Wildgänse rauschen durch die Nacht

Mit schrillem Schrei nach Norden –

Unstete Fahrt! Habt acht, habt acht!

Die Welt ist voller Morden.